# Orthotrichum crispifolium
Orthotrichum crispifolium är en bladmossart som beskrevs av Brotherus 1929. Orthotrichum crispifolium ingår i släktet hättemossor, och familjen Orthotrichaceae. Inga underarter finns listade i Catalogue of Life.